# لی وو-بونگ
لی وو-بونگ (انگلیسی: Lee Woo-bong؛ زادهٔ ۸ ژوئن ۱۹۳۵) بازیکن فوتبال اهل کره جنوبی بود.